# Konstantyn (papież)
Konstantyn, (ur. w Syrii, zm. 9 kwietnia 715 w Rzymie) – 88. papież w okresie od 25 marca 708 do 9 kwietnia 715.

## Życiorys
Był Syryjczykiem i ostatnim biskupem rzymskim (aż do czasów Pawła VI), który udał się do Konstantynopola. Przed wyborem na papieża, był subdiakonem, reprezentantem Agatona na soborze konstantynopolitańskim.
Cesarz Justynian II Rhinotmetos, który po 10 latach wygnania ponownie objął tron, mścił się okrutnie na swoich przeciwnikach. Zniszczył Rawennę, ograbił południową Italię, teraz dążył do podporządkowania sobie Rzymu. Spotkanie papieża z cesarzem miało charakter pozornie przyjazny i papież Konstantyn powrócił do Rzymu (24 października 711 roku) po uzgodnieniu spornych zagadnień związanych z decyzjami soboru trullańskiego. Trzy miesiące później Justynian II został zamordowany przez spiskowców, na których czele stanął oficer cesarski Filipikos Bardanes. Ściętą głowę cesarza wysłano do Rzymu i wystawiono na publiczny widok. Bardanes usiłował ponownie narzucić Kościołowi wschodniemu monoteletyzm. Papież Konstantyn nie uznał uzurpatora. Odmówiono przyjęcia heretyckiego cesarza, zakazano bicia jego wizerunku na monetach i zaprzestano wymieniać jego imię w czasie modłów. Kiedy egzarcha raweński spróbował wprowadzić w życie decyzje cesarskie, na ulicach wybuchły zamieszki, które starał się opanować Konstantyn wysyłając księży z krzyżami i Ewangeliami. Sytuacja uspokoiła się dopiero po zrzuceniu z tronu Filipikosa i objęciu władzy przez Anastazjusza II